# Terron-sur-Aisne
Terron-sur-Aisne era una comuna francesa situada en el departamento de Ardenas, de la región de Gran Este, que el 1 de junio de 2016 pasó a ser una comuna delegada de la comuna nueva de Vouziers al fusionarse con las comunas de Vouziers y Vrizy.

## Demografía
| Gráfica de evolución demográfica de Terron-sur-Aisne entre 1800 y 2014 |
|                                                                        |

Los datos demográficos contemplados en este gráfico de la comuna de Terron-sur-Aisne se han cogido de 1800 a 1999 de la página francesa EHESS/Cassini, y los demás datos de la página del INSEE.